# Ely Dagher
Pour les articles homonymes, voir Dagher.
Ely Dagher, né le 25 novembre 1985 à Beyrouth, en Liban, est un réalisateur, scénariste et artiste libanais.
Il est connu pour son court métrage Vagues '98 ainsi que pour son premier long métrage Face à la mer (en), présenté en première au Festival de Cannes 2021.

## Biographie
Ely Dagher est diplômé du Goldsmiths College en 2009 avec une maîtrise en art et cultures médiatiques. Auparavant, il avait obtenu une licence en arts graphiques et illustration ainsi qu'une licence en animation à l'Académie libanaise des Beaux Arts au Liban.
Son film Vagues '98 remporte la Palme d'or du court métrage au Festival de Cannes 2015, devenant ainsi le premier film libanais à recevoir ce prix,,.
En février 2020, Dagher termine le tournage de son premier long métrage, Face à la mer (en) (Al Bahr Amamakoum), dont la post-production se termine un an plus tard, en mars 2021. Le film été présenté en première au Festival de Cannes dans le cadre de la 53e Quinzaine des réalisateurs.

## Filmographie partielle
Sauf indication contraire, les informations mentionnées dans cette section peuvent être confirmées par la base de données cinématographiques IMDb,  présente dans la section « Liens externes ».

### Au cinéma
- 2015 : Vagues '98 (court métrage)
- 2021 : Face à la mer (en)

## Récompenses et distinctions
Sauf indication contraire, les informations mentionnées dans cette section peuvent être confirmées par la base de données cinématographiques IMDb,  présente dans la section « Liens externes ».
- Ely Dagher : Récompenses, sur l'Internet Movie Database